# Orgue del Monestir de Sant Jeroni
L'orgue del monestir de Sant Jeroni està situat a l'interior del mateix, al costat de l'Església de Sant Jeroni de Palma, exactament al carrer Porta de la Mar de la ciutat de Palma.

## Història
L'estrena de l'orgue, construït pel mestre Pau Estada, tingué lloc el 22 de maig de l'any 1600. La seua realització es produí com una mena d'obsequi del bisbe Joan Vich i Manrique i costà un total de 125 lliures. Anys més tard, l'1 d'octubre de 1632, és pagat el mateix orguener amb 30 sous per adobar l'orgue. L'any 1645, serà el torn del Pare Litrà dels Socors d'adobar el mateix orgue per un preu de 6 lliures. A partir de l'any 1680, es treballarà diverses vegades amb el mestre Caymari. D'aquesta manera, el 28 de març de 1680 li són pagades 3 lliures per adobar-lo; i, el 28 de maig de 1682, 3 lliures més per la mateixa feina. Finalment, li seran pagats 20 sous per trempar l'orgue.
L'octubre de 1746, s'encarregà al mestre Mateu Bosch fer un instrument nou. Com figura al contracte firmat entre Sor Francina Maria Flor, la priora del convent i el mestre orguener, les reformes a dur a terme són les següents: fer una nova caixa "a la moda" -amb el qual es referien a la façana de l'orgue de 3 cares, introduïda pels mestres orgueners valencians Agustí i Lluís Navarro. Es farien servir les portes i costats de l'antic orgue per a la part del teclat i, s'hi afegirien 3 tecles -per tal que el teclat major passara de tindre 42 a 45 tecles. A més, es canviaria tota la flauteria per una de nova de manera que <<sien iguals las suas veus y no tinguen res de veyesca que imperfeccion las suas veus y qued un Orga bellissim y de bona veu>>. Finalment, i com que tots els materials havien de ser aconseguits pel mateix orguener, li van ser pagades 475 lliures les quals es desglossaven en: 100 lliures al principi de l'obra, 100 més el dia de l'entrega de l'obra, altres 100 un any despés del mateix dia de l'entrega, i els altres 175 repartits en dos anys amb les mateixes condicions que l'anterior. A més, també apareix al contracte que li entregarien l'orgue vell i un altre petit que també es trobava al convent. El 22 de febrer del 1751, se li pagaran 50 lliures al mateix orguener i, en novembre del mateix any, Catharina Bosch (germana de l'orguener) rebrà altres 50, ja que el seu germà havia faltat. El pagament finalitzarà el 30 de setembre de 1753 amb les últimes 45 lliures.
L'orgue, que estava situat a la tribuna lateral que es troba damunt l'actual capella de la Concepció -enfront del portal de Santa Elisabet-, fou traslladat al cor actual per Julià Munar el 1910. A aquest, li van ser pagades 500 pessetes pel trasllat, 180 per afegir un plec a la manxa, 20 més per realitzar un nou portavent, 150 pessetes per construir un secret per a 4 notes, i 150 més per arreglar el teclat.
L'última restauració coneguda, fou realitzada per l'orguener Gerhard Grenzing el 1970.

## Situació i estat actual
Actualment, l'instrument està situat al centre de la barana del cor i està dotat d'un motor ventilador i un bon ús de conservació. A més, l'afinació actual és un to baixa.

## Dades tècniques sobre la consola
L'orgue consta d'un sol teclat de fusta amb incrustacions de marqueteria de 49 notes (C- c''') amb partició c'/cs'.
| Mà esquerra   | Mà dreta      |
| ------------- | ------------- |
| Flautat       | Flautat       |
| Octava        | Octava        |
| Tapadet       | Tapadet       |
| Dotzena       | Dotzena       |
| Quinzena      | Quinzena      |
| Dinovena      | Dinovena      |
| Vint-i-dosena | Vint-i-dosena |
| Cimbalet      | Cimbalet      |
| Nasards 1r.   | Corneta 1a.   |
| Nasards 2n.   | Corneta 2a.   |
| Baixons       | Clarins       |

## Mestres orgueners
A continuació, presentem una llista d'alguns dels principals orgueners que treballaren a l'orgue objecte d'estudi en aquest article:
- Pau Estada (construcció de l'orgue, 1600)
- Damià Caymari (adobament i trempament de l'orgue, 1680-1682)
- Mateu Bosch (construcció del nou orgue, 1746)
- Julià Munar i Puig (trasllat i renovació de l'orgue, 1910)
- Gerhard Grenzing (restauració de l'orgue, 1970)